# ويد راي
ويد راي (بالإنجليزية: Wade Ray)‏ هو موسيقي أمريكي، ولد في 13 أبريل 1913 في غريفين في الولايات المتحدة، وتوفي في 11 نوفمبر 1998 في سبارتا في الولايات المتحدة.